# Taishir, Govi-Altai
Taishir (tiếng Mông Cổ: Тайшир) là một sum của tỉnh Govi-Altai ở miền tây Mông Cổ. Vào năm 2009, dân số của sum là 1.536 người.

## Địa lý
Sum có diện tích khoảng 3.913 km2. Trung tâm sum, Tsagaan Olom, nằm cách tỉnh lỵ Altai 43 km và thủ đô Ulaanbaatar 1.000 km.

### Khí hậu
Taishir có khí hậu bán khô hạn. Nhiệt độ trung bình hàng năm trong khu vực là 2 °C. Tháng ấm nhất là tháng 7, khi nhiệt độ trung bình là 24 °C và lạnh nhất là tháng 1, với −23 °C. Lượng mưa trung bình hàng năm là 177 mm. Tháng ẩm ướt nhất là tháng 8, với lượng mưa trung bình là 37 mm, và khô nhất là tháng 1, với 2 mm.

## Kinh tế
Sum có một trường học, bệnh viện và khu du lịch.